# Estanislao Basora
Este é um nome catalão. O primeiro sobrenome é Brunet e o segundo é Basora.
Estanislao Basora Brunet (Barcelona, 18 de novembro de 1926 — Las Palmas, 16 de março de 2012) foi um futebolista espanhol que atuava como ponta-direita, na qual passou a maioria de sua carreira no FC Barcelona.

## Carreira

### Barcelona
Basora nasceu em 1926 em Colonia Valls, ao norte da província de Barcelona. Defendeu o time catalão de 1946 a 1958 e marcou 153 gols, conquistando quatro campeonatos nacionais, quatro Taças do Generalíssimo, uma Taça das Feiras, três Copas Eva Duarte e duas Copas Latinas, graças a essas conquistas é conhecido no clube como o jogador das cinco Taças.

### Seleção Espanhola
Na seleção espanhola recebeu o apelido de "Monstro de Colombes", por ter feito um hat-trick em jogo contra a França, na cidade de Colombes. Representou a Espanha em 22 partidas e jogou a Copa do Mundo de 1950, quando marcou cinco gols. Foi apontado por Ghiggia como o melhor jogador da Copa de 1950, logo após a partida entre Espanha e Uruguai, que terminou empatada em 2 a 2, realizada no Estádio do Pacaembu, em São Paulo. Basora reivindicava sua ótima participação na Copa, ignorado pela torcida espanhola.
Morreu de infarto, em 16 de março de 2012, em Las Palmas.

## Títulos
Barcelona
- Taça das Cidades com Feiras: 1955–58
- La Liga: 1947–48, 1948–49, 1951–52, 1952–53
- Copa del Rey: 1951, 1952, 1952–53, 1957
- Copa Latina: 1949, 1952
- Copa Eva Duarte: 1948, 1952, 1953